# Trui Chielens
Trui Chielens (Poperinge, 18 oktober 1987) is een Belgische illustrator van kinderboeken, kranten en tijdschriften.

## Stijl
Ze heeft een stijl die wat hoekig en weerbarstig is, maar vol speelse observaties zit. Ze tekent op een grafische manier met sobere lijnen en vaak met een beperkt kleurenpalet. Haar beelden lijken op het eerste zicht vrolijk en kinderlijk maar als je dieper kijkt tonen ze een donkere melancholische sfeer. Haar illustraties zweven tussen droom en werkelijkheid.

## Prijzen en vermeldingen
- Jenny Smelik IBBY PRIJS, eervolle vermelding, Nederland, voor ‘morgen is een ander land’, 2018.
- Aanmoedigingsprijs voor ‘Zetelkat’, Prijs Letterkunde, 2017.
- Winner Goed voor Druk, Vlaamse Illustratoren Club, 2011.
- Shortlist Illustrarte Grand Prix, Lisboa, 2012.
- Juryprijs masterproef, Luca School of Arts, 2009.